# Solomon al Ungariei
Solomon al Ungariei (n. 1053 – d. 1087), aparținând Dinastiei Arpadiene, a fost rege al Ungariei din 1063 până în 1074; a fost încoronat rege de două ori.

## Biografie
Fiul lui Andrei I Catolicul și al Anastasiei de Kiev, Solomon a fost numit moștenitor al tronului de către tatăl său. S-a iscat o dispută legată de succesiune care l-a pus pe Solomon în situația de a lupta împotriva rudelor sale: Géza, Ladislau I și ulterior Béla I.
În 1063 s-a căsătorit cu Iudita, fiica împăratului Henric al III-lea cel Negru. Din căsătoria lor e rezultat o fiică, Zsófia, care s-a căsătorit cu Poppo, conte de Berg.

## Domnia
După moartea lui Béla I în 1063, Solomon, încoronat deja în 1057 de tatăl său, Andrei I, a fost recunoscut ca rege și încoronat din nou. Fiii lui Béla au primit principate. Datorită tensiunilor cu vărul său, Géza, care era sprijinit de Polonia, Solomon a cerut ajutor Sfântului Imperiu Roman. Din fericire, aceste tensiuni n-au degenarat într-o confruntare armată.
La 20 ianuarie 1064 Solomon și Géza au încheiat un tratat de pace la Rába (astăzi Györ) prin care se recunoștea suveranitatea lui Solomon asupra Ungariei, iar lui Géza asupra teritoriilor sale.

## Sfârșitul

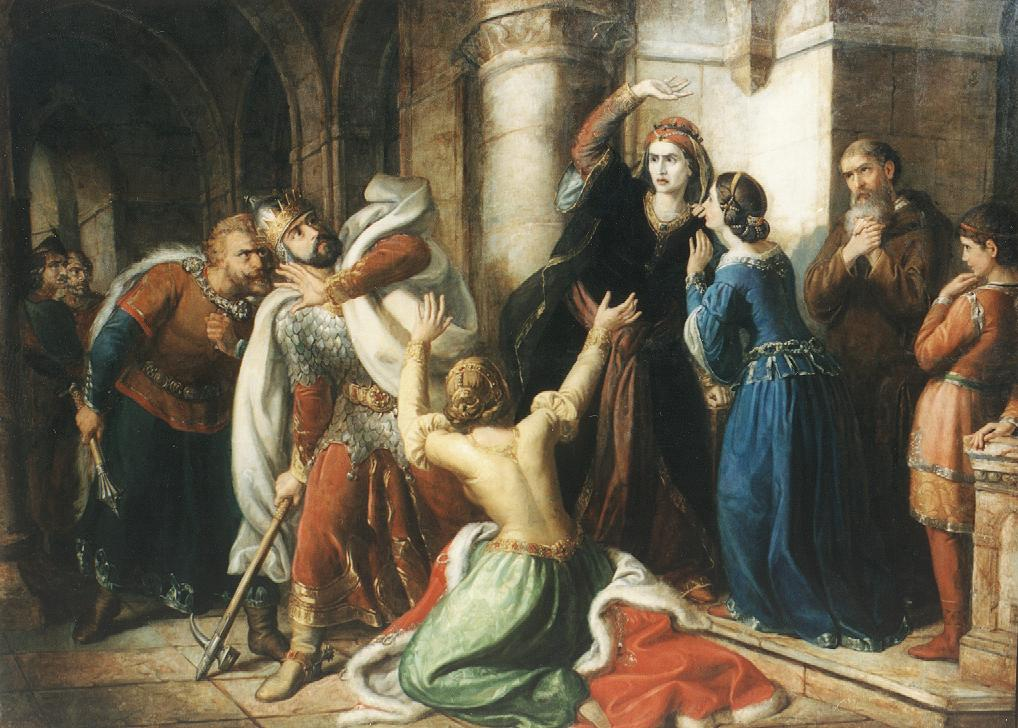
Orlai Petrics Soma: Regele Solomon blestemat de maică-sa în 1074

Șase ani mai târziu s-a iscat un nou conflict între Solomon, pe de o parte, și fraților Géza și Ladislau I, pe de altă parte. Acest nou conflict (armat de data aceasta, un adevărat „război civil” cum este reținut de manualele de istorie) s-a încheiat pe 14 martie 1074 prin înfrângerea lui Solomon în lupta de la Mogyoród. Această înfrângere se explică prin faptul că – în timp ce ducele Géza I a fost ajutat de Othon de Olomouc – Solomon a fost abandonat de Henric al IV-lea. Astfel Géza a devenit noul rege al Ungariei, iar Solomon, înfrânt, s-a refugiat la curtea lui Henric al IV-lea și i-a cerut ajutor. Henric a venit cu armata lui în Ungaria, dar nu a avut succes și l-a părăsit pe Solomon. El s-a refugiat la pecenegi unde a cerut ajutorul regelui lor. Pecenegii au atacat Ungaria, dar regele Vladislav I a apărat țara. Solomon a rămas alături de pecenegi și a participat în 1087 la o campanie împotriva Imperiului Bizantin, unde, după o bătălie pierdută, a dispărut. Legenda spune că a fugit de pe câmpul de luptă și a trăit ca sihastru într-o pădure din Bakony (Ungaria). În realitate, istoricii cred că a murit împreună cu niște camarazi ai săi când a părăsit câmpul de luptă.